# Méthoprène
Le méthoprène ou (E, E)-(RS)-11-méthoxy-3,7,11-triméthyldodéca-2,4-diénoate d'isopropyle (C19H34O3) est la substance active de produits phytosanitaires (ou produits phytopharmaceutiques, ou pesticides), qui présentent un effet insecticide. Il appartient à la famille chimique des esters carboxyliques et à celle des « régulateur de croissance »  (« hormone juvénile factice »). C'est un produit très utilisé : En 2012, aux États-Unis, il était présent dans environ 500 insecticides différents, soit comme matière active de base, soit en complément à d'autres pesticides pour les rendre plus actifs ou limiter le risque d'apparition de résistances.
En raison d'une solubilité dans l'eau et le gras et d'une certaine rémanence il semble pouvoir poser des problèmes écotoxiques notamment dans l'eau, dans les zones humides, voire en mer où via le lessivage des sols une partie des pesticides dispersés dans l'environnement aboutissent. Ce produit est aussi actif qu'une hormone, c'est-à-dire qu'il est efficace à très faible dose ; le risque de contamination de l'eau est donc élevé en cas d'accident lors de la préparation des bouillies, de l'application ou en cas de méthode inadéquate de nettoyage des équipements ou de mauvaise gestion des « bouillies résiduelles ».

## Histoire
Cette molécule a été découverte par hasard en essayant de comprendre pourquoi avec un certain papier filtre, des reproductions d'insecte cessaient lors d'une expérience de laboratoire.
Aux États-Unis il a été enregistré par l'EPA comme pesticide chimique et mis sur le marché sous deux formes ; le R-méthoprène homologué en 1975 et le S-méthoprène (plus proche de l'hormone juvénile naturelle des insectes) homologué en 1985.
Entretemps, l'EPA avait publié une nouvelle norme d'enregistrement pour le méthoprène (en février 1982) puis l'a reclassé parmi les pesticides biochimiques et publié un document d'admissibilité à sa réhomologation (RED) en 1991, lequel a permis un réenregistrement de la matière active et de tous les produits d'utilisation finale (formulations) ; travail qui fut achevé en 1997. L'EPA a accordé un certain nombre de tolérances (40 CFR 180,359) puis une exonération de tolérances (40 CFR 180,1033 et 185,4150) pour l'usage du méthoprène dans ou sur certaines denrées alimentaires. Elle a admis son usage comme additif alimentaire chez les bovins (pour le contrôle de mouches des cornes (40 CFR 186,4150; antérieurement 21 CFR 561,282)
Au Canada, ce produit a été homologué comme pesticide en 1977, et depuis classé comme « d'usage restreint » par l'Agence de réglementation de la lutte antiparasitaire,(l'utilisateur doit disposer d'une certification pour pouvoir l'utiliser)

## Caractéristiques générales
C'est un liquide ambré d'odeur fruitée. Il est chimiquement stable en phase aqueuse (acide ou basique) et dans plusieurs solvants organiques, tant qu'il n'est pas exposé aux rayons ultraviolets qui le dégradent. Il est combustible (combustible de classe IIIB du NIOSH) mais « il peut être difficile à enflammer ».
Formulation : Il est mis sur le marché sous diverses formes : « Suspension, concentré émulsifiable ou émulsion, comprimé, solution liquide, macrogranule, granule fin, produit pressurisé et diffuseur de vapeur ».
Pour le biochimiste, il se comporte comme l'hormone juvénile des insectes (on dit qu'il en est l'« analogue chimique »), ce qui en fait un perturbateur endocrinien, très actif chez de nombreux invertébrés ; et à très faibles doses (ex. : 213 ml/hectare en mangroves, ce qui n'est pas un record ; le téméphos étant appliqué avec un dosage de 37 ml/ha)
En raison de ses propriétés, il est utilisé comme larvicide, car il empêche le déroulement complet du cycle de croissance des larves (de moustiques par exemple). Celles-ci ne pouvant plus se transformer en adulte, elles ne donneront jamais d'individus capables de se reproduire.
D'abord réputée non toxique si ingérée ou inhalé par l'Homme, il est néanmoins source de préoccupations toxicologiques car il se montre capable d'activer certains gènes chez des vertébrés (animal de laboratoire).
Il est aussi (et par définition écotoxique). Il affecte potentiellement de nombreuses « espèces non-ciblées », dont (en laboratoire) des invertébrés marins (copépodes par exemple).
Il a généré (ou rencontré) des phénomènes de résistance aux pesticides qui peuvent conduire certains utilisateurs à augmenter les doses au-delà des limites légales et recommandées par le fabricant, ce qui risque d'exacerber ce phénomène de résistance.

## Activité insecticide
Ce produit est un « leurre hormonal » ; il mime chimiquement une hormone naturelle produite par les invertébrés pour contrôler leurs facteurs de croissance. Cette hormone n'est naturellement produite qu'au stade juvénile (c'est-à-dire chez les invertébrés durant toute la phase de croissance de la larve).
L'hormone juvénile doit disparaitre au moment de la transformation de la pupe en adulte, pour que la métamorphose finale puisse s'opérer et donner un adulte capable de se reproduire.
Sa présence dans l'organisme de la larve au moment de la pupaison (à la suite d'un traitement insecticide) empêche cette métamorphose et rompt le cycle de vie biologique de l'espèce. Cet effet était réputé pouvoir bloquer puis prévenir les infestations récurrentes, au moins provisoirement et localement, mais on sait maintenant que les « réinfestations » sont faciles et que des phénomènes de résistances à cet insecticide (et à de nombreux autres) sont apparus.
Le Méthoprène était réputé inactif sur l'insecte adulte, mais O'Donnel et al. ont en 1997 montré que chez les mâles du moustique Aedes aegypti, issus d'une larve exposée à certains stades de son développement à ce produit naissent avec des malformations musculaires qui empêchent notamment le bon fonctionnement de leurs organes génitaux et par suite la réussite de la fécondation.

## Efficacité
Selon les données disponibles, elle varie selon les cibles, en fonction d'au moins deux facteurs :
- apparition de souches résistantes chez certaines "cibles"
- appétence/répulsion : les larves de moustiques sont obligatoirement en contact quand l'eau dans laquelle ils vivent est traitée par du méthoprène, mais ce n'est pas le cas en milieu terrestre pour d'autres espèces. Là l'insecte doit venir consommer l'appât. Ce dernier ne doit donc pas perdre de son appétence à cause du produit[15]. L'efficacité du produit a été testée contre les fourmis de plusieurs espèces : il s'est montré très efficaces contre la fourmi pharaon (Monomorium pharaonis) mais moins ou pas du tout pour d'autres espèces (à cause d'un effet répulsif pour l'appât dans ces cas)[15]. Dans ce type de contexte, éliminer une espèce de fourmis peut en favoriser d'autres qui n'iront pas consommer les appâts (ex : Pheidole megacephala, Tapinoma melanocephalum ou Paratrechina longicornis, dans le cas de cette expérimentation), qui peuvent éventuellement aussi se montrer indésirables.

## Utilisations
Le méthoprène étant une hormone juvénile synthétique à large spectre, c'est-à-dire active chez de nombreuses espèces, il a été utilisé par des biologistes pour - dans certaines expériences - remplacer la véritable hormone qu'on ne sait pas produire.
À titre d'exemple, on a ainsi pu étudier les effets qu'une perturbation de l'hormone juvénile pouvait induire chez des espèces sociales comme l'abeille domestique ou la guêpe sociale Polybia occidentalis, montrant aussi que le méthoprène se montre mortel en application topique dès 25 µg chez la guêpe sociale Polybia occidentalis). Dans les deux cas des effets comportementaux importants ont été constatés, avec une perturbation des rôles dans la colonie, rôle qui chez ces espèces changent avec l'âge de l'individu.
Les usages peuvent varier selon les pays et l’évolution de la réglementation, mais voici une liste (non exhaustive) des usages que l'industrie chimique a trouvé et fait homologuer pour cette molécule (sous forme liquide ou solide (plaquette, granulés à libération lente, additif alimentaire zootechnique...) :
- contrôle d'animaux jugés indésirables (mouches, moustiques et autres insectes, arthropodes, puces du chat ou du chien, poux de l'Homme[10]...) à grande échelle (« aires habitées extérieures; cours ou plans d’eau variés; aires agricoles; terres incultes; terres boisées; pâturages; parcours; égouts; fossés »[5])
- contrôle d'insectes indésirables (mouches notamment) dans l'industrie de la transformation de la viande, du lait, ou des champignons ;
- contrôles d'insectes devenant ravageurs dans les stocks alimentaires d'arachides, riz, céréales, farine, par exemple contre le ténébrion Tribolium castaneum[19] ou d'autres espèces[20]) ;
- intégration dans certains médicaments vétérinaires ou humains (ex : altopou contre les poux)
- traitement des plantes d'intérieur[5] ;
- Produits de reformulation[5] ;
- traitement du tabac entreposé[5] ou des entrepôts[5] ;
- lutte contre certains parasites de divers animaux d'élevage ou de compagnie (pour le contrôle des puces notamment).
- démoustication de certains réservoirs d'eau ou citernes de stockage d'eau potable afin que les moustiques ne s'y reproduisent pas (avec l'inconvénient de contribuer à l'accumulation de cadavres de larves qui vont se décomposer dans le réservoir). Ceci concerne surtout, depuis plusieurs décennies, des régions ou sévissent des maladies véhiculées par les moustiques (dengue, malaria ou fièvre du Nil occidental[21] surtout) ;
- démoustication de l'environnement : C'est par exemple un composant de l'Altosid très utilisé en prévention contre la dispersion du virus du Nil occidental. En étant utilisé dans la lutte antivectorielle contre les moustiques piqueurs, le méthoprène peut aussi affecter des espèces utiles et inoffensives comme les chironomidae dont la larve (vers de vase est une source d'alimentation importante pour les poissons et dont l'adulte est un aliment également important d'oiseaux, chauve-souris ou poissons (dont le jeune saumon) ;
- additif zootechnique : Le méthoprène résistant aux sucs digestifs, il a aussi été introduit dans la nourriture des vaches de l'élevage industriel. Il est retrouvé dans les excréments des animaux traités où il empêche l'émergence (et donc la reproduction) des larves de mouches issues des œufs pondus dans le fumier issu de ces élevages, avec au moins deux effets collatéraux dommageables pour l'environnement :

1. ) priver les hirondelles et chauve-souris et de nombreux autres insectivores de ce qui était autrefois une source de nourriture autour des étables et des dépôts de fumiers, et
2. ) favoriser une méthanisation et une dégradation plus anaérobique de ces produits organiques.

le Méthoprène est considéré comme un pesticide biochimique car contrôlant la « peste » (l'invertébré ravageur ou jugé hôte indésirable) par toxicité indirecte, en empêchant la larve d'atteindre la maturité ou la reproduction.

## Cinétique environnementale
Sols : Selon une étude ayant porté sur le comportement de l'Altosid dans 4 types de sols, le méthoprène semble peu mobile et peu persistant dans les sols riches en bactéries où sa principale voie de dégradation est la biodégradation.
S'adsorbant facilement sur les particules du sol, il n'est pas réputé pouvoir contaminer les eaux souterraines (il se fixe dans les premiers centimètres de sol). Sa demi-vie dans les sables loameux serait d'environ 10 jours et de 10 à 14 jours dans divers types de sols (en condition aérobie ou anaérobie). En surface, il est photodégradable par les ultraviolets solaires.
Eau : Le méthoprène est le plus souvent utilisé dans l'eau. Il s'y dégrade rapidement si l'eau est riche en bactéries et exposée au soleil (ex : demi-vie dans l'eau d'un étang traité est d'environ 30 heures à 0,001 ppm et de 40 heures à 0,01 ppm,.. mais si les doses résiduelles sont passées sous le seuil de détection, elles restent biochimiquement actives durant une semaine et peut affecter les invertébrés aquatiques non-ciblés « cette matière active doit être utilisée prudemment et selon les prescriptions ».
Air :  Il ne semble pas exister de données sur la cinétique de ce produit dans l'air via la vapeur d'eau notamment par temps couvert ou tempête ou de nuit quand le taux d'ultraviolet est bas.

## Métabolisation
Selon une étude (1974) basée sur le rat, le méthoprène est rapidement métabolisé et ses métabolites (sous-produits) largement réutilisés pour produire des molécules endogènes telles que les molécules d'acétate, incorporées dans la biosynthèse et intégrés dans les constituants du corps comme le cholestérol ou les acides biliaires.

## Toxicité
D'après les études de toxicité du méthoprène (surtout publiées dans les années 1970 pour celles utilisées par l'EPA pour sa mise à jour d'évaluation de 2001), s'il est utilisé conformément à ses prescriptions est considéré comme très faiblement dangereux pour les vertébrés. On ne connait pas de cas déclaré d'empoisonnement à la suite d'une exposition humaine accidentelle ; Chez l'animal de laboratoire, il s'est montré peu toxique quand il est ingéré ou inhalé, mais présente cependant une légère toxicité par absorption cutanée ; De nombreuses études présentent cependant un biais car n'ayant testé que la molécule active, sans les additifs ou d'autres pesticides auquel cette molécule est souvent associé dans les environ 500 formulation disponibles en 2012.
Cependant Une équipe de chercheurs en biologie cellulaire et en pharmacologie a montré (en 1995 et sur des animaux de laboratoires) qu'il pouvait être actif chez les mammifères : cette hormone synthétique - et au moins l'un de ses métabolites (l'acide méthoprène) - peuvent en effet activer, de manière inattendue, la transcription de gènes chez des vertébrés, en interférant avec l'acide rétinoïque. Or cet acide semble jouer un rôle similaire de régulateur chez tous les vertébrés (du poisson aux mammifères en passant par les amphibiens, reptiles, oiseaux). 
Plus précisément le méthoprène agit via les facteurs de transcription sensibles à l'acide rétinoïque (les Récepteurs X des rétinoïdes ou RXR).
Pharmacocinétique : Chez les mammifères, la molécule absorbée avec la nourriture était réputée rapidement et totalement métabolisé, les métabolites étant ensuite excrété via les urines et les fèces. Mais il semble que des métabolites de cette
matière active puissent être incorporés dans certains constituants biologiques, et il a été démontré chez les bovins que la faible part du méthoprène excrété « sans altération » et présente dans les excréments de bovins conserve assez de pouvoir insecticide pour rendre les bouses de vaches larvicides
Toxicité chronique : Selon l'EPA (2001), aux doses normales d'utilisation, l'exposition chronique via l'alimentation semble avoir des effets nuls ou très faible chez les mammifères à sang chaud (chien, rat, lapin, souris). Le rat ou la souris, y sont peu sensibles : 18 à 24 mois d'administration orale étaient en 1975 jugés sans effet sur la reproduction ni tératogénique ou mutagène. De même en 1975, des rats exposés au Méthoprène (à 0, 250, 1000, ou 5000 ppm dans l'alimentation quotidienne ne présentaient pas d'effets nocifs dans la 2e année, même à la dose la plus élevée par rapport aux rats-témoins. On n'a jamais observé d'incidence augmentée des tumeurs. La NOEL pour les effets systémiques était de 5000 ppm (la plus forte dose testée dans l'étude). La souris CD-1 nourrie avec 0, 250, 1000 ou 2500 ppm/jour de Méthoprène durant 18 mois ne présente pas non plus d'augmentation du risque tumoral ni d'effets significatifs sur la santé (NOEL pour les effets systémiques : 250 mg/kg/jour, dose au-delà de laquelle une pigmentation brune du foie apparait chez certaines souris. Le Méthoprène ne semble pas non plus nuire au développement du lapin (NOEL : 2 000 mg/kg (la plus forte dose testée) ni à celui de la souris (NOEL : 600 mg/kg/jour, la dose la plus élevée) 19. Chez le rat, après 3 générations la NOEL était de 2500 ppm (HDT) pour les effets sur la reproduction. L'EPA a en 2001 déduit de ces études que le risque pour l'Homme est très bas même lors de la grossesse ou de la petite enfance.
Toxicité aiguë : Elle très faible chez les mammifères ou nécessite des doses élevées : ex une dose de 10 g/kg génère chez le chien des vomissements, pupilles dilatées, changements comportementaux, toux et soubresauts, mais à 5 g/kg (dose très supérieure à un traitement normal) aucun effet n'apparaît, de même pour les effets sur une femelle prégnante en laboratoire (on observe un moindre poids et une diminution du nombre de jeunes, mais uniquement à fortes doses).
Selon la mise à jour faite par l'EPA en 2001 (d'après ses bases de données), les DL 50 aiguë par voie orale sont pour le produit racémique et pour la forme (S)- méthoprène chez le rat respectivement de plus de 10 000 mg/kg et de plus de 5 000 mg/kg (Ces doses étaient alors les plus élevées testées pour ces deux composés. Chez le chien, la DL 50 orale aiguë pour le Méthoprène racémique était de 5 000 à 10 000 mg/kg. La LD 50 cutanée aiguë pour les formes racémiques et (S)-méthoprène chez les lapins était supérieure à 2 g/kg. La CL 50 pour une inhalation aiguë (4 heures) était pour la forme racémique chez le rat et les cochons d'inde de plus de 210 mg/l.
Mutagénicité : selon les tests de mutagénicité cités par l'EPA, elle est nulle,,,
Perturbation endocrinienne : non signalée chez l'Homme ou les animaux à sang chaud en laboratoire ; Des études de dépistage n'ont pas mis en évidence chez l'Homme de potentiel œstrogénique, androgènique, anabolique ni d'effet glucocorticoïde.

## Écotoxicité
L'écotoxicité des molécules mimant des hormones et utilisées comme pesticide a d'abord été ignorée.
Elle commence à être mieux comprise depuis les années 1990, mais alors que de nouveaux pesticides basés sur ce principe sont déjà largement utilisés et d'autres en cours de mise au point. Ce n'est qu'à la fin des années 1990 que la recherche commence à développer des tests mesurant spécifiquement la perturbation endocrinienne, encore incapables d'évaluer une écotoxicité globale, difficile à distinguer d'autres facteurs de dégradation de l'environnement.
La toxicité de ce produit est très élevée pour les espèces-cibles au moment de la pupaison ou de la métamorphose, bien que quelques phénomènes de résistance aient été observés. La plupart des invertébrés pourraient y être sensibles, or ils constituent plus de 95 % du monde animal.
Le méthoprène s'est montré cytotoxique pour la bactérie Gram-positive Bacillus stearothermophilus utilisée comme modèle. La présence du pesticide induit diminution de la croissance des cultures bactériennes et une apparition prématurée d'anomalies ultrastructurales dans les cellules cultivées en présence de l'insecticide. L'hypothèse a été posée que cette cytotoxicité pourrait peut-être expliquer certains effets suspectés de ce produit sur des espèces non-cibles. Une étude a porté sur ses effets sur l'organisation des lipides membranaires et a confirmé que ce produit pouvait affecter la structure des membranes cellulaires de ce bacille.
Des vertébrés s'y montrent également sensibles, à haute doses en général, et avec une mortalité n'apparaissant souvent qu'à très haute doses (chez des poissons, amphibiens ou oiseaux par exemple) qu'au-delà de concentration très supérieure à ce que l'on trouve dans l'environnement en cas d'utilisation normale. En 2001, l'EPA a conclu des données dont il disposait que s'il est utilisé conformément aux bonnes pratiques et à l'étiquetage, ce produit ne doit pas générer d'« effet nocif inacceptable sur l'environnement ».
Quand il est utilisé comme larvicide pour traiter de l'eau, sa teneur chute sous le seuil de détectabilité en deux jours environ (dans une pièce d'eau expérimentalement traitée et disposée en plein air).
Cette rémanence est apparemment faible, notamment si on la compare à celle d'un autre pesticide ayant le même usage, le diflubenzuron qui dans les mêmes conditions passe sous le seuil de détection en 18 jours), mais en tant qu'hormone, le méthoprène est une molécule qui agit à très faible dose, et il a été expérimentalement montré (en 1980) que sa durée réelle d'efficacité reprotoxique (pour le moustique Aedes aegypti (L.) lors de cette expérience) était non pas de 2 jours mais de 7 jours environ, ce qui a fait conclure aux auteurs de cette étude que l'écotoxicité de cette molécule devrait être mieux étudiée.
L'utilisation de cette molécule comme additif ajouté à la nourriture des bovins - comme d'autres traitements antiparasitaires, de type Ivermectine -  peut poser problème en empêchant la décomposition naturelle des bouses de vaches (décomposition qui nécessite le travail de larves de mouches et/ou de bousiers).
La rémanence toxique de ce produit, significative, couplée au fait que les eaux douces ruissellent rapidement vers les mares, lacs, fossés, cours d'eau et l'océan à partir de l'intérieur des terres, suggèrent qu'il est très possible ou probable que le méthoprène puisse pénétrer les écosystèmes estuariens et donc marins sous sa forme active. Il présente une toxicité reconnue pour les invertébrés vivant dans les estuaires. L'usage de plaquette à libération lente peut être source d'une contamination de longue durée (il faut environ 18 mois pour libérer la totalité du produit de la plaquette). Il est modérément à fortement toxique pour les poissons (avec des variations importantes selon les espèces et selon les études,,,), mais il peut s'accumuler dans leur chair (et alors affecter les invertébrés nécrophages ?).
Le méthoprène a été étudié en tant que possible responsable d'épidémies de malformations graves et inhabituelles de grenouilles observées chez plusieurs espèces d'anoures nord-américaines et n'affectant que les membres supérieurs, avec membres ectopiques et surnuméraire, membres manquants ou segments manquants...). Une première étude en 1998 a montré qu'en exposant des embryons et larves de Xenopus laevis non pas à la molécule de S-méthoprène, mais à 1 µg/L du mélange de ses produits de dégradation par le soleil et les micro-organismes, on pouvait faire apparaître des malformations similaires à celles observées dans la nature. Mais au vu des données expérimentales disponibles une autre étude concluait en 2002 que ni le méthroprène ni ses produits de dégradation ne semblent en cause.
Une expérimentation publiée en 1998 a consisté à exposer à du méthroprène et/ou à un spectre UV imitant celui de la lumière du jour des œufs de grenouilles (dès les stades embryonnaires précoces, c'est-à-dire juste après fécondation des œufs) et des têtards à différents stades de développement. Elle a montré que le méthroprène ne causait pas ces malformations, mais qu'aux concentrations les plus élevées de l'expérience, il se montrait très toxique pour les anoures avec des effets graves sur développement mortels dans tous les cas entre le 12e et 16e jour après le début de l'exposition au méthroprène (avec ou sans exposition aux UV).
Cette étude a aussi montré que les UV (avec ou sans méthoprène) pouvait induire une partie de ces anomalies congénitales (chez plus de 50 % des individus exposés durant 24 jours à la lumière). Toutefois toutes les anomalies n'étaient pas reproduites (pas d'apparition de membres surnuméraires)
Par contre en laboratoire, quand ce produit a été testé sur Apocyclops spartinus, un copépode des eaux salées et couramment utilisé comme modèle animal, il s'est avéré toxique à tous les stades de développement du copépode (œuf y compris), et à très faible dose (0,1 à 10 ppm, 0,1 étant une concentration proche des limites inférieures de la sensibilité des moustiques).
Les larves (« nauplies ») de ce copépode s'y sont montrées les plus vulnérables aux stades I à III, avec une faible mortalité observée aux stades ultérieurs. Pour cette espèce, les effets toxiques étaient la mort ou l'absence d'éclosion des œufs, sans allongement du cycle de vie. Les copépodes adultes se montraient dans cette expérience plus résistants que leurs larves aux concentrations de méthoprène utilisées pour le « contrôle des moustiques ».
D'autres études ont montré que ce produit avait aussi des propriétés ovicides chez des insectes.
Il est depuis longtemps suspecté d'avoir des effets délétères sur les écosystèmes en y empêchant la reproduction de nombreux invertébrés terrestres ou d'eau douce « non-cibles ». Il peut aussi affecter des crustacés esturariens en étant un perturbateur de l'ecdysone (hormone de contrôle de la croissance et des mues chez les crustacés). Une telle perturbation a été démontrée en 2006 sur une espèce estuarienne non-cible, qui est aussi un organisme modèle : la crevette Neomysis integer (Crustacea : Mysidacea), qui s'est aussi montrée (2013) affectée par le Tebufenozide (perturbateur endocrinien pesticide, agoniste de l'ecdysone). Des crevettes juvéniles ont été exposés à partir de 24 h après la naissance et durant 3 semaines à 0,01, 1 et 100 µg méthoprène /l/jour, induisant un retard considérable de la mue à 100 µg/l (avec moindre croissance, moindre poids et allongement de la période inter-mues. Le méthoprène a donc bien des propriétés anti-ecdystéroidales, freinant la mue de mysidacés. Elles ont été confirmées par le fait qu'une injection de 20-hydroxyecdysone s'est montré inefficace pour normalement déclencher la mue, en cas de co-exposition au méthoprène. Les auteurs en concluent qu'il est nécessaire de modifier la réglementation et d'intégrer de nouveaux critères concernant les hormones synthétiques. Ils recommandent que soit lancé un programme de dépistage systématique d'éventuels effets de perturbation endocrinienne pour tous les produits chimiques synthétiques. De plus, il a été montré en 2007 (par exemple chez le crabe violoniste Uca pugnax) que la perte de l'ancien exosquelette (exuvie d'un invertébré (la carapace d'un crustacé en particulier) est aussi un moyen pour lui de se détoxiquer en se débarrassant de métaux (plomb en particulier) ou radionucléides qui ont pu être stockés dans cette carapace lors de la phase précédente de croissance ; ainsi un crabe violoniste vivant sur un littoral pollué du New-jersey se débarrasse en moyenne de 12 % du Cuivre (Cu), 76 % du plomb (Pb) et 22 % du zinc (Zn) que son organisme avait bioaccumulé, alors que son homologue vivant dans un environnement non pollué s'est lui débarrassé respectivement de 3 % , 56 %  et 8 % de sa charge en Cu, Pb, et Zn. En allongeant la durée de l'inter-mue, le méthoprène freine aussi le processus de détoxication par la mue. Les humains ne consomment généralement pas les carapaces des crustacés, mais les prédateurs des crustacés pourraient ainsi absorber des proies ayant accumulé de plus grandes quantités de métaux toxiques.
Le méthoprène pourrait peut-être aussi avoir des effets différés en mer : il a notamment été suspecté de contribuer à une régression inexpliquée des homards dans la Baie de Narragansett. Des études sur sa vitesse de dégradation en mer, dans l'eau froide et à l'abri des UV devront être menées pour étayer ou non l'hypothèse que le méthoprène interfère avec le cycle de vie des homards ou d'autres grands crustacés marins ; avant qu'une position définitive ne peut être atteint sur les effets de méthoprène sur la pêche au homard.

## Alternatives, Recherche et développement
Pour limiter les dégâts écologiques collatéraux de ce type de pesticide, des chercheurs ont en 2011 annoncé qu'ils étudiaient des molécules proches, au même effet larvicide, mais plus rapidement biodégradables.
On cherche aussi à mieux comprendre les interactions de ce produit (et d'autres pesticides) avec le métabolisme et les fonctions des rétinoïdes (maintenant utilisés comme biomarqueur de pollution).
Ces rétinoïdes contrôlent en effet des processus aussi vitaux que la morphogenèse, le développement, la reproduction ou l'apoptose. De plus, contrairement à la plupart des molécules de signalisation, « ils ne sont pas strictement endogènes, mais ils proviennent de la vitamine A alimentaires ou de ses précurseurs, ce pourquoi ils sont parfois appelés hormones «de régime» ».
On a récemment découvert que divers autres polluants environnementaux affectant l'embryogenèse, l'immunité ou la fonction épithéliale (ex : pesticides, dioxines, biphényles polychlorés, aromatiques polycycliques...) interfèrent aussi avec le métabolisme des rétinoïdes et la signalisation chez les animaux. Une hypothèse est que leur toxicité pourrait au moins en partie être due à leur interaction avec le métabolisme, le transport ou la transduction du signal rétinoïde.

## Précaution, entreposage
Pour l'EPA (2012), il n'y a « pas de risques pour les personnes exposées professionnellement à ce biopesticide », mais de par sa nature, ce produit peut avoir des effets importants sur l'environnement.
Pour cette raison, au moins pour certaines formulations (altocid par exemple) l'étiquetage recommande un entreposage dans un lieu frais, éloigné de toute nourriture et d’autres pesticides est recommandé.
Comme tous les pesticides, il doit être conservé hors de la portée des enfants.
Aux doses indiquées par le fabricant, il ne présente pas de risques pour les animaux domestiques (chiens et chats) et de compagnie (traitement de litières), mais des incidents de toxicité ont été signalés à l'EPA pour des chats.